# Hibernation
Hibernation è il secondo album in studio del duo musicale italiano Chrisma, pubblicato nel 1979.

## Descrizione
L'album è stato registrato tra ottobre e dicembre 1978 ai Nemo Studios di Londra e ai Phonogram Studios di Milano con la produzione di Niko Pathanassiou, che aveva prodotto anche i precedenti lavori dei Chrisma, contribuendovi anche in qualità di musicista. Il disco è stato poi mixato ai Phonogran Studios di Milano da Dave Marone e Niko Pathanassiou. Vista la buona accoglienza ottenuta dal precedente Chinese Restaurant, i Chrisma confermano infatti lo stesso personale tecnico e gli stessi musicisti utilizzati nel precedente album, compreso lo stesso Vangelis, fratello di Niko Pathanassiou, che partecipa alle sessioni di registrazioni, pur non volendo essere accreditato nelle note di copertina dato che ambiva a una carriera di compositore puntando a ottenere un contratto con la Deutsche Grammophon.
L'album venne pubblicato dalla Polydor in formato LP e musicassetta nel 1979 per il mercato italiano e scandinavo. La prima edizione in LP, con numero di catalogo 2448 086, era stampata su vinile trasparente. La prima ristampa dell'album, in CD, avvenne nel 2007 per conto della Polydor, mentre la prima ristampa in vinile avvenne per conto della statunitense Medical Records LLC nel 2010, in vinile trasparente, e nel 2011, in vinile nero, che però lo presentò con una copertina diversa rispetto all'originale. Una stampa filologica in vinile nero venne realizzata infine nel 2015 dalla Spittle Records.
Dall'album vennero estratti due singoli, Gott Gott Elektron e Aurora B.. Il singolo Aurora B. fu accompagnato da un videoclip che all'epoca suscitò scandalo perché in esso Christina Moser e Maurizio Arcieri mimavano un rapporto sessuale e poi inscenavano un suicidio. Il video fu presentato per la prima volta al programma televisivo italiano Domenica in.
L'album ebbe un discreto successo internazionale e il duo si stabilì definitivamente a Londra.

## Tracce
1. Calling – 4:52 (Julie Scott, Maurizio Arcieri)
2. Aurora B. – 5:05 (Julie Scott, Maurizio Arcieri)
3. Rush '79 – 4:26 (Julie Scott, Maurizio Arcieri)
4. Hibernated Nazi – 3:50 (Julie Scott, Maurizio Arcieri)
5. Gott Gott Elektron – 4:06 (Julie Scott, Maurizio Arcieri)
6. We R. – 3:48 (Julie Scott, Maurizio Arcieri)
7. So You Don't – 4:15 (Maurizio Arcieri, Nico Papathanassiou)
8. Lover – 3:28 (Julie Scott, Maurizio Arcieri)
9. Vetra Platz – 3:06 (Julie Scott, Maurizio Arcieri)

Durata totale: 36:56

## Crediti

### Musicisti
- Christina Moser - voce, chitarra acustica
- Maurizio Arcieri - voce, sintetizzatore
- Ezio Vevey - chitarra elettrica
- Lucio Fabbri - violino
- Niko Pathanassiou - batteria, basso-synth, tastiere, percussioni
- Keith Spencer-Allen - computer, programmazione

### Personale tecnico
- Niko Pathanassiou - produzione discografica, arrangiamenti, missaggio
- Ketih Spencer-Allen - ingegneria del suono
- David Marone - ingegneria del suono, missaggio
- Steve Rooks - mastering
- Veronique Skavinska - fotografia di copertina
- Mario Convertino - grafica di copertina
- Claudio Gobbi - grafica di copertina

## Strumentazione
- Polymoog

## Edizioni
- 1979 - Hibernation (Polydor, 2448 086, LP vinile trasparente, Italia)
- 1979 - Hibernation (Polydor, 2448 086, LP, Italia)
- 1979 - Hibernation (Polydor, 3172 086, MC, Italia)
- 1979 - Hibernation (Polydor, 2448 086, LP, Scandinavia)
- 1979 - Hibernation (Polydor, 2448 086, LP, Italia)
- 2007 - Hibernation (Polydor, 1748797, CD, Italia)
- 2010 - Hibernation (Medical Records LLC, MR-004, LP vinile trasparente, USA)
- 2011 - Hibernation (Medical Records LLC, MR-004, LP, USA)
- 2015 - Hibernation (Spittle Records, SPITTLE59 LP, LP, Italia)